# 弗格特林索芬
弗格特林索芬（法語：Vœgtlinshoffen，法語發音：[fœktlinsofən] ⓘ）是法国上莱茵省的一个市镇，属于科尔马-里博维莱区。

## 地理
弗格特林索芬（48°1'15"N, 7°16'52"E）面积3.99 平方千米，位于法国大東部大區上莱茵省，该省份为法国东部内陆省份，是阿尔萨斯的一部分，今与下莱茵省组成了阿尔萨斯欧洲集体，其北临下莱茵省，西接孚日省，西南接贝尔福地区省，东侧沿莱茵河与德国相望，南与瑞士接壤。
与弗格特林索芬接壤的市镇（或旧市镇、城区）包括：于瑟朗莱沙托、埃吉赛姆、温策奈姆、阿特斯塔、奥贝尔莫尔斯克维、维尔欧瓦勒。
弗格特林索芬的时区为UTC+01:00、UTC+02:00（夏令时）。

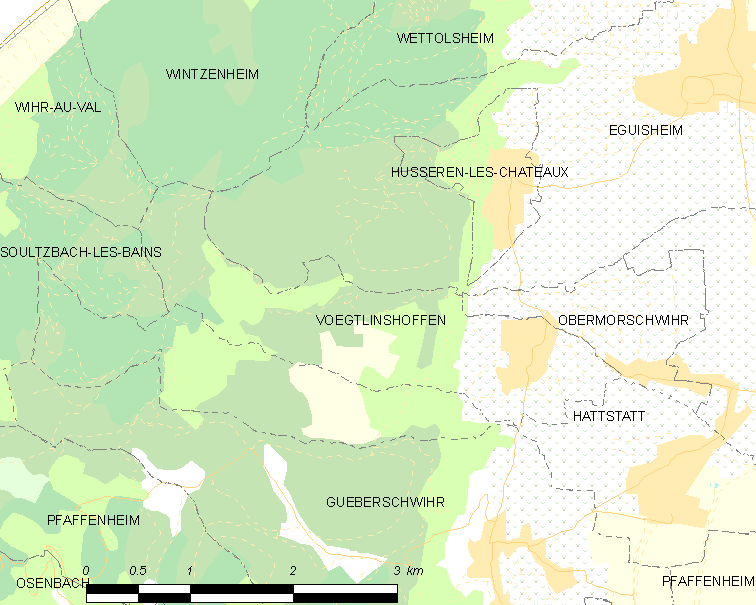
弗格特林索芬的OSM定位图

## 行政
弗格特林索芬的邮政编码为68420，INSEE市镇编码为68350。

## 政治
弗格特林索芬所属的省级选区为温策奈姆县。

## 人口

1962-2008年间弗格特林索芬人口变化图示

弗格特林索芬于2022年1月1日时的人口数量为477人。